# American IV: The Man Comes Around
American IV: The Man Comes Around är ett album av Johnny Cash, utgivet 2002. Det var det sista albumet Cash gav ut under sin livstid och utgjorde den fjärde delen i hans American-serie. Liksom föregångarna är det enkelt producerat av Rick Rubin, och består till stor del av covers. Av de 15 låtar som finns med på albumet har Cash bara skrivit tre stycken.
Albumet blev som bäst 22:a på Billboard 200. "Give My Love to Rose", som Cash tidigare spelat in i slutet av 1950-talet, belönades med en Grammy i kategorin Best Male Country Vocal Performance.

## Låtlista
1. "The Man Comes Around" (Johnny Cash) - 4:26
2. "Hurt" (Trent Reznor) - 3:38
3. "Give My Love to Rose" (Johnny Cash) - 3:28
4. "Bridge over Troubled Water" (Paul Simon) - 3:55
5. "I Hung My Head" (Sting) - 3:53
6. "The First Time Ever I Saw Your Face" (Ewan MacColl) - 3:52
7. "Personal Jesus" (Martin L. Gore) - 3:20
8. "In My Life" (John Lennon/Paul McCartney) - 2:57
9. "Sam Hall" (Tex Ritter) - 2:40
10. "Danny Boy" (Frederic E. Weatherly) - 3:19
11. "Desperado" (Glenn Frey/Don Henley) - 3:13
12. "I'm So Lonesome I Could Cry" (Hank Williams) - 3:03
13. "Tear Stained Letter" (Johnny Cash) - 3:33
14. "The Streets of Laredo" (trad.) - 3:41
15. "We'll Meet Again" (Hughie Charles/Ross Parker) - 2:58

## Medverkande
- Johnny Cash - sång, gitarr
- Fiona Apple - sång
- Thom Bresh - gitarr
- Mike Campbell - gitarr
- Laura Cash - fiol
- Nick Cave - sång
- Jack Clement - Dobro
- David Ferguson - ukulele
- John Frusciante - gitarr
- Jeff Hanna - gitarr
- Terry Harrington - klarinett
- Don Henley - sång
- Smokey Hormel - gitarr, slidegitarr
- Roger Manning - piano, harmonium, mellotron, chamberlin, klockor
- Kerry Marx - gitarr
- Billy Preston - piano, keyboards
- Randy Scruggs - gitarr
- Marty Stuart - gitarr
- Benmont Tench - orgel, piano, harmonium, keyboards, mellotron, vibrafon, piporgel, Wurlitzer
- Joey Waronker - trummor

1. ↑  läs online, americanamusic.org , läst: 16 juni 2020.[källa från Wikidata]